# Медичний колегіум Ягеллонського університету
Медичний колегіум Ягеллонського університету — підрозділ Краківського університету, який об'єднує медичні факультети та інститути. До складу Медичного колегіуму належать:
- Лікарський факультет (пол. Wydział Lekarski)
- Фармацевтичний факультет (пол. Wydział Farmaceutyczny)
- Факультет наук про здоров'я (пол. Wydział Nauk o Zdrowiu)

У 2014—2016 роках Медичний колегіум посідав перше місце серед усіх медичних навчальних закладів Польщі за рейтингом організації «Perspektywy».

## Факультет наук про здоров'я
До складу факультету належать:
- Інститут фізіотерапії
- Інститут сестринської справи та акушерства
- Інститут громадського здоров'я
- Лікарня швидкої допомоги

Інститут громадського здоров'я (початкова назва — «Школа громадського здоров'я») з 1991 року безперервно проводить навчання в галузі охорони здоров'я. Предметом наукових інтересів працівників інституту є питання, пов'язані з усіма позамедичними аспектами функціонування систем охорони здоров'я.